# یواس‌اس ریچلند (ای‌کی-۲۰۷)
یواس‌اس ریچلند (ای‌کی-۲۰۷) (به انگلیسی: USS Richland (AK-207)) یک کشتی بود که طول آن 388' 8" بود. این کشتی در سال ۱۹۴۴ ساخته شد.